# Augusteae
Augusteae, tribus broćevki, dio potporodice Ixoroideae. Sastoji se od tri roda iz Južne Amerike, dijelova Afrike, Azije, Australije i zapadnog Pacifika.
Tribus je opisan 2013.

## Rodovi
1. Augusta Pohl 4 vrste
2. Guihaiothamnus H.S.Lo 1 vrsta
3. Wendlandia Bartl. ex DC., 82 vrste